# Piedimulera

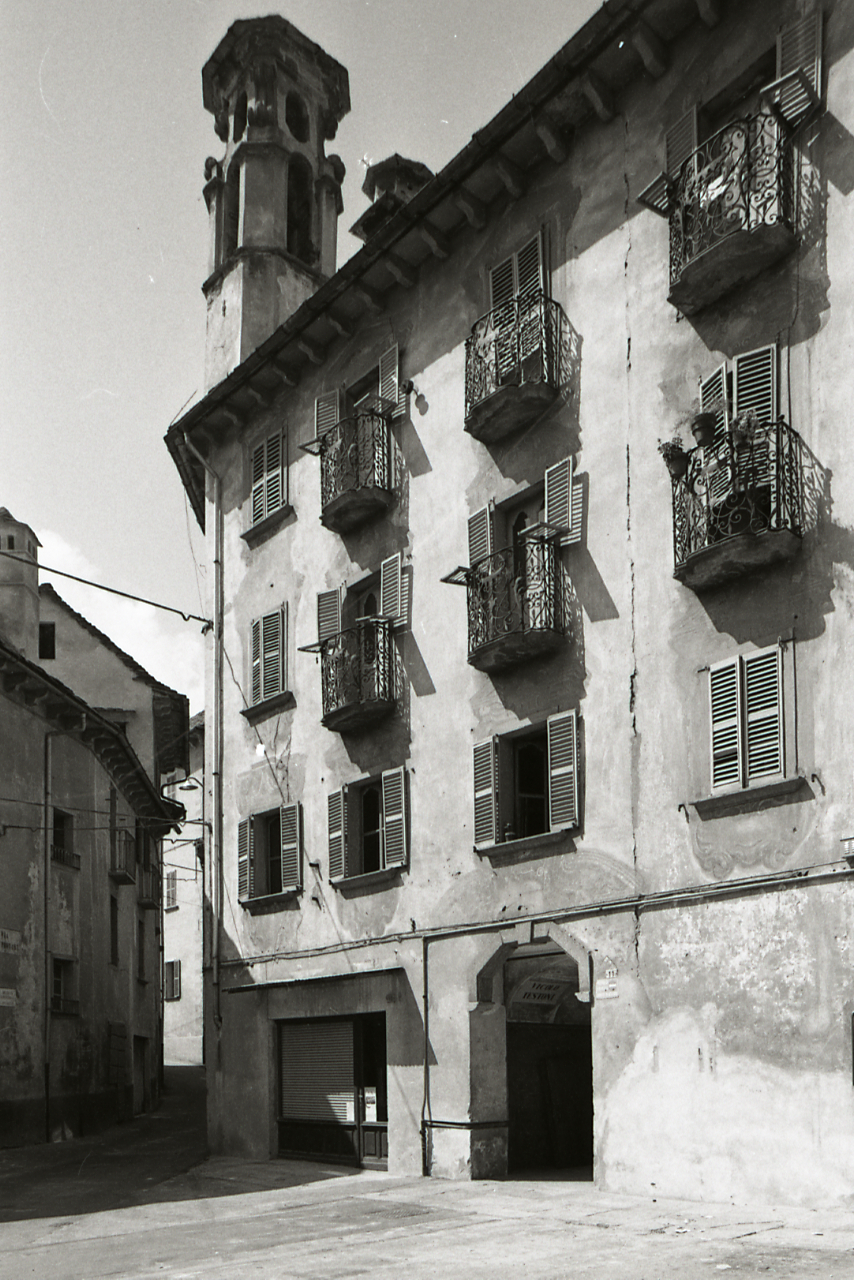
Palast Testoni

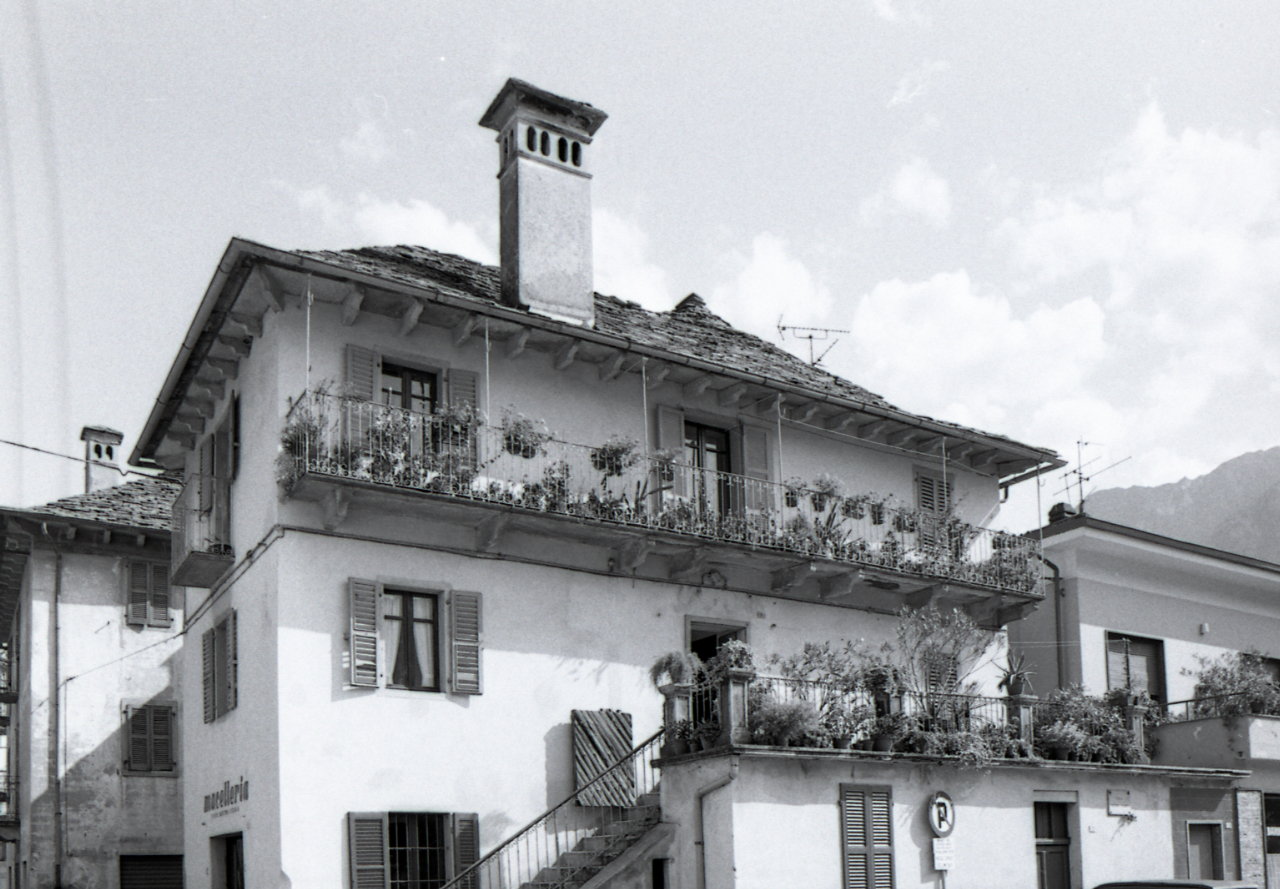
Bürgehäusern

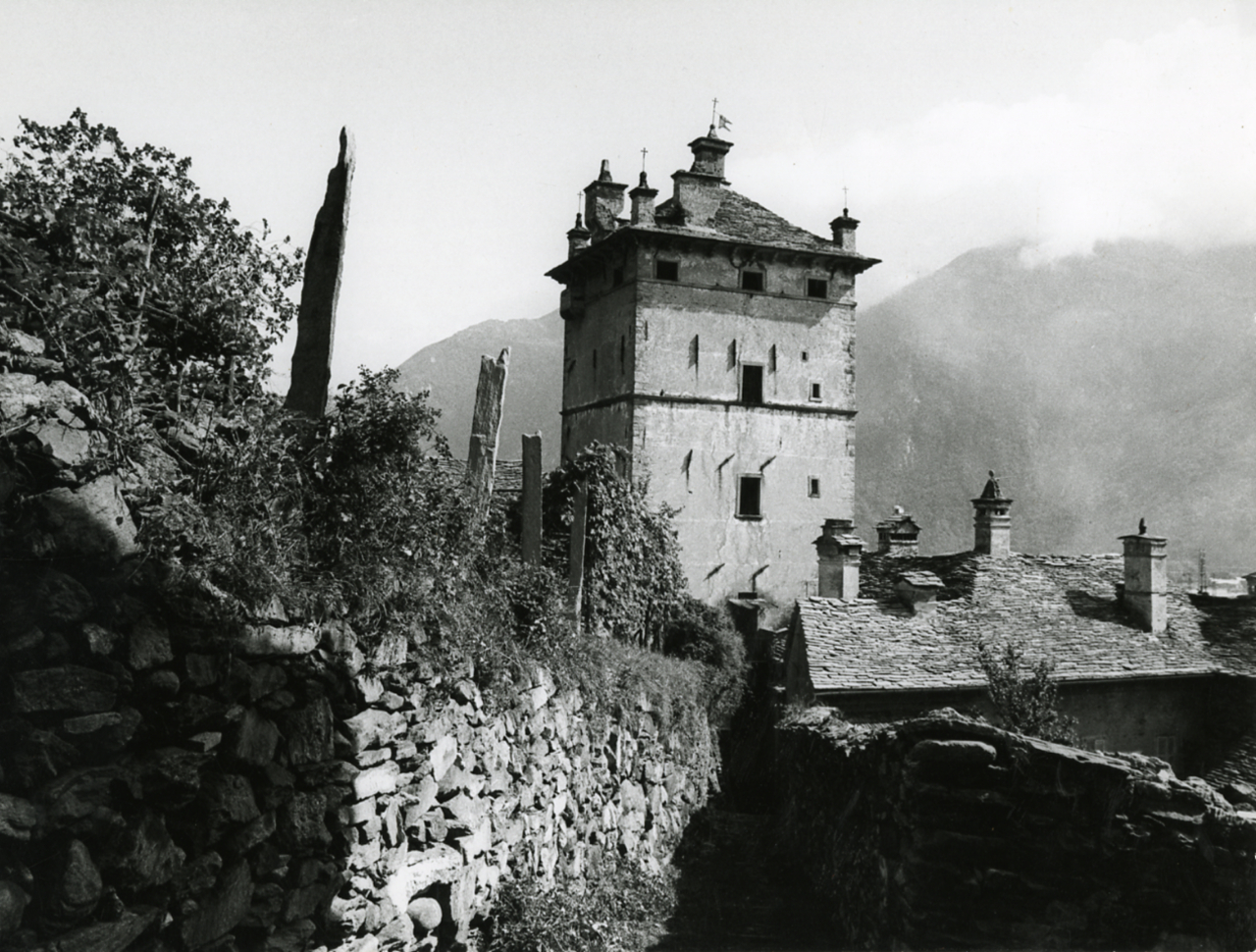
Turm Ferrerio

Piedimulera ist eine Gemeinde in der italienischen Provinz Verbano-Cusio-Ossola (VB) in der Region Piemont.

## Lage und Einwohner
Piedimulera liegt 30 km nordwestlich von der Provinzhauptstadt Verbania und 11 km südlich von Domodossola. Sie umfasst eine Fläche von 7 km² und hat 1459 Einwohner (Stand am 31. Dezember 2023). Zu Piedimulera gehören die Fraktionen Aprì, Catarnallo, Cimamulera, Colletto, Crosa, Gozzi Sopra, Gozzi Sotto, La Piana, Madonna, Meggiana, Mezzamulera, Morlongo, Pairazzi und San Giuseppe. 
Die Nachbargemeinden sind Calasca-Castiglione, Pallanzeno, Pieve Vergonte und Vogogna.

## Geschichte
Das Territorium des unteren Ossolatal teilt mehrere historische Ereignisse mit der Piedimulera: Zuerst hängen sie von der Pieve Vergonte ab, bis 1328 und dann von Vogogna. Nach dem Ende der zivilen territorialen Referenz mit der Pieve Vergonte überlebte jedoch die religiöse, so sehr, dass sich die beiden im Mittelalter erbauten Kirchen Cimamulera und Piedimulera als von diesen Kirchen abhängige Kapellen davon lösen konnten, um die Würde der Pfarreien zu übernehmen, 1542 die erste und 1763 die zweite.

## Sehenswürdigkeiten
- Palazzo Testoni, dessen ursprüngliches Hauptbauelement ein starker quadratischer Turm ist. Erbaut 1595 von Desiderio Ferrerio, wahrscheinlich zur Kontrolle des Saumpfades, der zum Valle Anzasca führte. Ein Jahrhundert später wurde der Turm von der Familie Testori in einen Adelspalast verwandelt, der er heute ist, bekannt für seine reichen, mit Stuck und Gemälden verzierten Säle.
- Neoklassische Pfarrkirche Santi Giorgio e Antonio Abate. Das Gebäude ist zwischen 1785 und 1790 in einem einzigen Kirchenschiff organisiert. Im Innenraum auf den Hauptportal ist das Gemälde Cristo Morto eines unbekannten Künstlers zu sehen; hier befinden sich auch interessante Gemälde des Malers Lorenzo Peretti,[2] darunter ein Fresko mit dem Martyrium des heiligen Johannes von Nepomuk. Der daneben liegende Glockenturm stammt aus derselben Zeit (1792 erbaut) wurde er im folgenden Jahrhundert erhöht.
- Pfarrkirche Sant’Antonio Abate in der Fraktion Cimamulera besteht aus einem Mittel- und zwei kleinen Seitenschiffen. Es wurde im 17. Jahrhundert erbaut und 1707 erweitert.
- Mittelalterlicher Turm Ferrerio.